# Die Aktion
«Die Aktion» (с нем. — «Действие, акция») — немецкий литературный журнал, издававшийся в 1911—1932 годах публицистом Францем Пфемфертом. Вместе с «Der Sturm» журнал был одним из двух главных изданий немецких и австрийских экспрессионистов. Отличался «левой» политической направленностью.

## История издания
Ещё в 1904 году будущий основатель «Die Aktion» Пфемферт сотрудничал в анархистском журнале «Der Kampf», где и познакомился с многими прогрессивными художниками и писателями, а также радикально настроенными оппозиционными публицистами. Что интересно, вместе с ним в «Der Kampf» работал и основатель второго из известнейших экспрессионистских журналов («Der Sturm») Герварт Вальден. Основной костяк будущих авторов сложился несколько позже, во время работы Пфемферта в других радикальных берлинских изданиях.
Первый номер собственного журнала Пфемферт выпустил 20 февраля 1911 года. Сначала он выходил еженедельно, затем (с 1919 года) — дважды в месяц, а с 1926 года — и вовсе нерегулярно. Благодаря связям с писателем Куртом Хиллером, Пфемферт смог заполучить для своего журнала ведущих авторов экспрессионистского «Нового клуба», так что вскоре издание стало настоящим рупором новой немецкой литературы. Он не платил авторам гонораров, однако способствовал знакомству издателей с их произведениями, что зачастую заканчивалось появлением книг. Регулярно выходили специальные выпуски: памяти погибшего поэта Георга Гейма (1912), поэтический спецвыпуск (1913), целые номера авангардной графики (1914) и т. д.
С 1914 года журнал стал политизироваться. Пфемферт пытался с его помощью оказывать влияние на политику СДПГ, в которой хотел видеть больше революционных левых и анархистов. Также печатная трибуна предоставлялась учёным (например, в «Die Aktion» печатался австрийский психолог Отто Гросс).
Перед самым началом Первой мировой войны журнал был конфискован у его владельца из-за нескольких политических публикаций, а с началом боевых действий усилилась цензура. Чтобы избежать полного запрета издания, Пфемферт согласился печатать только литературные произведения. Однако и здесь путём отбора стихов и рассказов он смог выстроить пацифистскую и антивоенную идеологию журнала. Зачастую он намеренно печатал спецвыпуски со стихами поэтов из государств, вражеских Германии в войне.
После войны экспрессионизм уже перестал удовлетворять издателя журнала. Он полностью переключился на политику, печатая статьи в поддержку русской революции, а также произведения Ленина и других большевиков. Какое время журнал даже был официальным органом Коммунистической партии Германии. Когда революция в Германии провалилась, «Die Aktion» потерял бо́льшую часть своих читателей. К тому же инфляция сильно ударила по финансам издателя, так что c 1926 года журнал печатался всё реже и реже. Тексты для экономии бумаги набирались очень мелким шрифтом. В 1930—1932 годах, выходило уже всего 1-2 номера в год.
В 1981 году выпуск «Die Aktion» был возобновлён Лутцем Шуленбургом и гамбургским издательством «Nautilus». Всего вышло 220 номеров. Последний выпуск (сентябрь 2013 года) был отредактирован Ханной Миттельштадт и посвящен Шуленбургу, который умер несколькими месяцами ранее.

## Авторы журнала (1911—1932)
Художники
- Александр Архипенко
- Эрнст Людвиг Кирхнер
- Альфред Кубин
- Франц Марк
- Анри Матисс
- Людвиг Майднер
- Макс Оппенгеймер
- Пабло Пикассо
- Эгон Шиле

Литераторы
- Джеймс Бро
- Хуго Балль
- Иоганнес Бехер
- Макс Брод
- Франц Верфель
- Георг Гейм
- Макс Геррманн-Найссе
- Якоб ван Годдис
- Иван Голль
- Теодор Дойблер
- Андре Жид
- Курт Керстен
- Вильгельм Клемм
- Эльза Ласкер-Шюлер
- Генрих Манн
- Эрнст Толлер
- Курт Хиллер
- Карл Цукмайер
- Эрнст Штадлер
- Карл Эйнштейн
- Альберт Эренштейн

Политики
- Михаил Бакунин
- Надежда Крупская
- Владимир Ленин
- Анатолий Луначарский
- Роза Люксембург
- Лев Троцкий